# Candice Dupree
Candice Dupree (* 16. August 1984 in Oklahoma City, Oklahoma, Vereinigte Staaten) ist eine professionelle Basketball-Spielerin. Zurzeit spielt sie für die Indiana Fever in der Women’s National Basketball Association sowie in Europa für den ungarischen Verein Sopron Basket.

## Karriere

### College
Candice Dupree spielte von 2003 bis 2006 für das Damen-Basketballteam der Temple University.

### Women’s National Basketball Association
Candice Dupree wurde im WNBA Draft 2006 von den Chicago Sky an der insgesamt sechsten Stelle ausgewählt. Somit ist Dupree der allererste Draftpick in der Geschichte der Sky. Dupree gehört seit ihrer ersten WNBA-Saison zu den Schlüsselspielerinnen der Sky. In ihrer Rookie-Saison 2006 wurde sie bereits in das Eastern All-Star Team gewählt. Trotz ihrer guten Leistungen verfehlte sie mit den Sky die Playoffs klar, was auch damit zusammen hängt, dass dies erst die erste Saison der neugegründeten Sky war. Auch in der Saison 2007 spielte Dupree wieder eine gute Saison, sie schaffte es sogar ihren Punkteschnitt von 13,7 auf 16,5 Punkte pro Spiel steigern. Des Weiteren wurde Dupree auch in dieser Saison wieder in das Eastern All-Star Team gewählt. Jedoch verfehlte sie auch in dieser Saison mit den Sky die Playoffs klar. Auch in den Jahren 2008 und 2009 zählte Dupree zu den Stützen des Teams, sie stand wieder an allen 34 Saisonspielen in der Startformation der Sky, aber das Team musste weiterhin auf die erste Playoff-Teilnahme warten. Ab der Saison 2010 spielte Candice Dupree für das Team der Phoenix Mercury. Auch dort zählte sie in dieser Saison an allen Saisonspielen zur Startformation, aber mit dem Team erreichte sie erstmals die WNBA-Playoffs. Dies sollte auch in den folgenden Spielzeiten so bleiben. Nur im Jahr 2012 erreichten die Mercury einmal nicht die Playoffs. In dieser Saison konnte Dupree verletzungsbedingt nur 13 Spiele bestreiten. Den größten mannschaftlichen Erfolg erzielte Dupree mit dem Gewinn der WNBA-Meisterschaft im Jahr 2014. In den Jahren 2010 bis 2015 scheiterte Dupree mit den Mercury in den weiteren vier Saisons viermal in den Conference Finals an dem späteren WNB-Meister.

### Europa
In der Saisonpause der WNBA spielt Dupree wie viele WNBA-Spielerinnen regelmäßig in Europa. Seit dem Jahr 2006 stand sie dabei für Teams aus Russland, Polen, Slowakei und Tschechien auf dem Platz. In der Saison 2016/17 spielt sie für den tschechischen Verein USK Prag.

### Nationalmannschaft
Sowohl bei der Basketball-Weltmeisterschaft der Damen 2010 als auch der im Jahr 2014 gewann sie mit dem US-Team jeweils den Titel.